# Hilda Bergmannová
Hilda Bergmannová (9. listopadu 1878 Prachatice – 22. listopadu 1947 Åstorp Švédsko) byla rakouská spisovatelka a překladatelka.

## Život

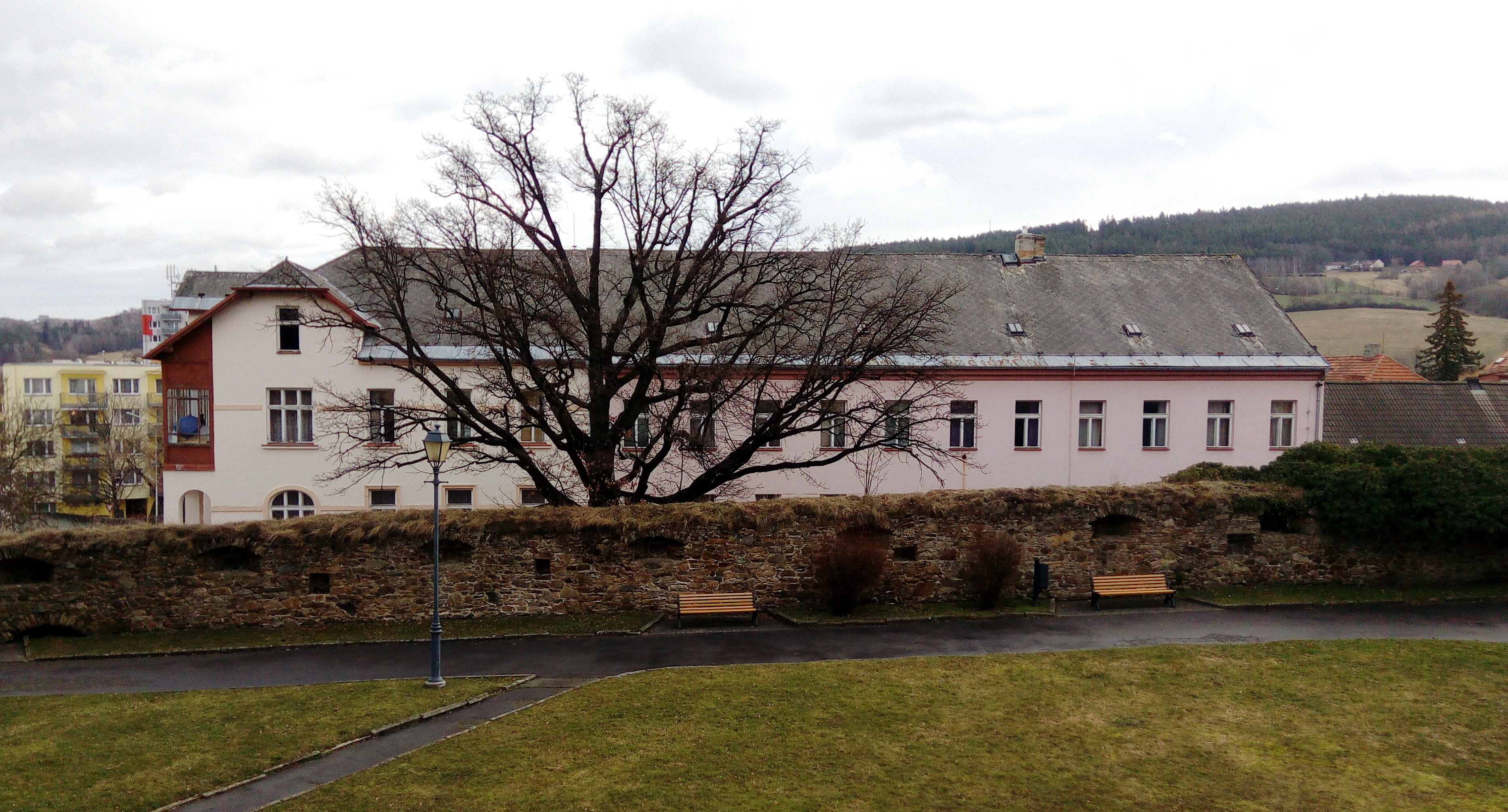
Rodný dům Hildy Bergmannové

Hilda Bergmannová se narodila 9. listopadu 1878 v domě čp. 101 v Zahradní ulici v Prachaticích na Šumavě jako nejstarší ze tří dcer okresního školního inspektora Eduarda Bergmanna a jeho ženy Emmy, rozené Fuchsové. V Prachaticích prožila dětství, navštěvovala obecnou a měšťanskou školu a i v dospělosti se tam vracela. Poté, co se v roce 1897 rodina přestěhovala do Vídně, dokončila zde vzdělání jako učitelka pro základní školu a pracovala na různých školách.
V roce 1908 ze školní služby odešla ze zdravotních důvodů. Ve stejném roce se provdala za vdovce Alfreda Kohnera, se kterým měla později syna Hanse.
Vzhledem k tomu, že Alfred Kohner byl Žid, připojení Rakouska k Národní socialistické německé říši v roce 1938 pro něj představovalo nebezpečí, a proto rodina emigrovala do Åstorpu ve Švédsku. Návrat do svého rodného města jí byl odepřen z důvodu válečných a poválečných událostí. Hilda Bergmannová zemřela v exilu ve Švédsku 22. listopadu 1947, její hrob je v Astorpu/Björnekulle.

## Ocenění
Bergmannová se vyznačovala především jako německá básnířka a vypravěčka. Její básně připomínají Rainera Maria Rilkeho. V próze autorka vydává především legendy a pohádky; mnoho jejích příběhů se zaměřuje na dětské čtenáře. Některé z jejích knih ilustroval švýcarský malíř Ernst Kreidolf.

## Dílo
- Die heiligen Reiher. (Posvátné volavky; básně), Vídeň 1925, Vydavatel Paul Knepler
- Von Wichtelmännchen und anderen kleinen Leuten (O šotcích a dalších malých lidech). S obrázky Ferdinanda Staegera . Reichenberg 1928, Gebrüder Stiepel
- Vom Glöckchen Bim und andere Geschichten (O zvonu Bim a jiné příběhy). Reichenberg 1931, Gebrüder Stiepel
- Die stummen Dinge. (Hloupé věci; básně), Vídeň 1933, Krystall-Verlag
- Himmelreichswiese. S 12 ilustracemi Ernsta Kreidolfa k pohádkám z luk a lesů. Erlenbach-Zurich 1935, Rotapfel-Verlag
- Zünd Lichter an. (Zapalte světla; básně), Vídeň 1936, Krystall-Verlag
- Märchen aus Wiese und Wald. (Pohádky z luk a lesů) S obrázky Maxe Zeschitze, Teplitz-Schönau 1938
- Rukopis připravený pro tisk knihy poezie Der ewige Brunnen (Věčná studna) se nachází v archivu muzea v Pasově (Oberhausmuseum)
- V exilu ve Švédsku Hilda Bergmannová přeložila ze švédštiny do němčiny knihu Vogel ohne Schwingen (Pták bez křídel) od Jeanny Oterdahlové (titul švédského vydání: Fagel Vinglös). Německé vydání se objevilo v roce 1955 v Křesťanském vydavatelství Konstanz.

Kromě toho vytvořila adaptace textů Rabíndranátha Thákura, které se nachází dosud nevydány v odkazu archivu výše zmíněného pasovského muzea.